# João Fonseca
João Fonseca (Rio de Janeiro, Brasil, 21 de agosto de 2006) es un tenista profesional brasileño. Actualmente ocupa la posición 44 del ranking ATP, siendo este el más alto en su carrera, logrado el 17 de agosto de 2025. Su ranking ATP más alto de dobles fue el número 431, logrado el 26 de febrero de 2024.

## Trayectoria

### 2023: Primer n.º 1 del mundo júnior brasileño, debut en la ATP
Fonseca alcanzó la final del Abierto de Australia 2023, Torneo de dobles masculino júnior, con Alexander Blockx; perderían la final ante Learner Tien y Cooper Williams por 4-3, 4-6. João Fonseca se convirtió en el campeón juvenil del Abierto de Estados Unidos 2023, Torneo individual masculino, con una victoria sobre Learner Tien en la final.
Fonseca fue campeón del mundo 2023 del circuito Junior. A los 17 años, fue el primer brasileño en terminar la temporada como número uno del ranking juvenil.
Hizo su debut en el cuadro principal de la ATP en el Torneo de Río de Janeiro 2023 después de recibir una invitación para el cuadro principal de individual y también apareció en el cuadro principal de dobles, ingresando como Lucky Loser contra Mateus Alves.

### 2024: Primera victoria ATP y top 250
En enero de 2024, Fonseca de 17 años alcanzó las semifinales del Challenger de Buenos Aires, la primera en su carrera a nivel de Challenger.
Ubicado en el puesto 655 del Ranking ATP, hizo una segunda aparición en el cuadro principal del  Torneo de Río 2024 después de recibir una invitación en individuales y también en la clasificación de dobles con Marcelo Zormann. Logró su primera victoria ATP y primera ATP 500 sobre el séptimo favorito Arthur Fils en dos sets. Excluyendo la Copa Davis, se convirtió en el primer sudamericano en ganar un primer set 6-0 contra un oponente clasificado entre los 50 mejores de la ATP antes de cumplir 18 años, desde que el ranking ATP se publicó por primera vez en 1973. Como resultado subirá 200 posiciones hasta llegar al top 450 del ranking. En el mismo torneo, derrotó al chileno Christian Garín en dos set por doble 6-4. Con esto se convirtió en el séptimo jugador más joven en alcanzar los cuartos de final de un torneo ATP, superado por solo días por Kei Nishikori. Terminó perdiendo contra el argentino Mariano Navone por 6-2, 3-6 y 3-6.
Después del Torneo de Río, anunció oficialmente su decisión de convertirse en profesional, renunciando a la elegibilidad para jugar tenis universitario y poniendo fin a su compromiso con la Universidad de Virginia.
En el Challenger de Asunción, disputado en marzo de 2024, tras derrotar al argentino Román Burruchaga, alcanzó su primera final Challenger, en la que fue derrotado por el brasileño Gustavo Heide. Con esto, entró por primera vez en el top 300 mundial.
Fonseca recibió una invitación para competir en el ATP 250 en Bucarest, Rumania, y en su debut derrotó al cabeza de serie n.º 6 y 51 del mundo, el italiano Lorenzo Sonego, en set corridos. En segunda ronda, venció al local Radu Albot nuevamente en set corridos, entrando así en el top 250 del Ranking.
Tras sus buenos resultados a su corta edad comenzó a recibir elogios de grandes personalidades y figuras del tenis, comoNovak Djokovic, Carlos Alcaraz y Boris Becker.
Fonseca recibió una invitación para competir en el Masters de Madrid, se enfrentaría Alex Michelsen, número 70 del ranking ATP, a quien derrotó en un partido en el que empezó a adaptarse a la cancha y al torneo, siendo su primera victoria a nivel de ATP Tour Masters 1000. En su segundo partido, en segunda ronda se enfrentó a Cameron Norrie, número 30 del ranking mundial y 29.º cabeza de serie del torneo, donde fue eliminado.

### 2025: Victoria en Buenos Aires
En 2025, João Fonseca conquistó su primer título ATP al ganar el ATP 250 de Buenos Aires. En la final, venció al tenista argentino Francisco Cerúndolo.

## Clasificación histórica

### Grand Slam
| Torneo                | 2024 | 2025 | G-P | Títulos |
| --------------------- | ---- | ---- | --- | ------- |
| Australian Open       | -    | 2R   | 1-1 | 0       |
| Roland Garros         | -    | 3R   | 0-0 | 0       |
| Wimbledon             | Q1   |      | 0-0 | 0       |
| US Open               | Q3   |      | 0-0 | 0       |
| Total G-P             | 0-0  | 1-1  | 1-1 | 0       |
| ATP World Tour Finals | -    | -    | 0-0 | 0       |
| Total G-P             | 0-0  | 0-0  | 0-0 | 0       |
| Juegos Olímpicos      | ND   | ND   | 0-0 | 0       |
| Total G-P             |      |      | 0-0 | 0       |

## Títulos ATP (1; 1+0)

### Individual (1)
| Leyenda                         |
| Grand Slam (0)                  |
| ATP Wourld Tour Finals (0)      |
| ATP World Tour Masters 1000 (0) |
| ATP World Tour 500 (0)          |
| ATP World Tour 250 (1)          |

| N.º | Fecha                 | Torneo       | Superficie    | Oponente en la final | Resultado   |
| --- | --------------------- | ------------ | ------------- | -------------------- | ----------- |
| 1.  | 16 de febrero de 2025 | Buenos Aires | Tierra batida | Francisco Cerúndolo  | 6-4, 7-6(1) |

## Next Gen ATP Finals

### Títulos (1)
| N.º | Fecha                   | Torneo              | Superficie | Oponente en la final | Resultado             |
| --- | ----------------------- | ------------------- | ---------- | -------------------- | --------------------- |
| 1.  | 22 de diciembre de 2024 | Next Gen ATP Finals | Dura (i)   | Learner Tien         | 2-4, 4-3(8), 4-0, 4-2 |

## Títulos Challenger; 4 (3 + 1)
| Leyenda             | Individuales | Dobles |
| ------------------- | ------------ | ------ |
| ATP Challenger Tour | 3            | 1      |

### Individuales
| N.° | Fecha               | Torneo                  | Superficie | Oponente en la final | Resultado      |
| --- | ------------------- | ----------------------- | ---------- | -------------------- | -------------- |
| 1.  | 4 de agosto de 2024 | Challenger de Lexington | Dura       | Li Tu                | 6-1, 6-4       |
| 2.  | 4 de enero de 2025  | Challenger de Canberra  | Dura       | Ethan Quinn          | 6-4, 6-4       |
| 3.  | 16 de marzo de 2025 | Challenger de Phoenix   | Dura       | Alexander Bublik     | 7-6(5), 7-6(0) |

### Dobles
| N.º | Fecha               | Torneo                        | Superficie    | Compañero      | Oponentes en la final         | Resultado |
| --- | ------------------- | ----------------------------- | ------------- | -------------- | ----------------------------- | --------- |
| 1.  | 20 de enero de 2024 | Challenger de Buenos Aires II | Tierra batida | Pedro Sakamoto | Jakob Schnaitter Mark Wallner | 6-2, 6-2  |